# Andrej Savič Glebov
Andrej Savič Glebov (rusko Андре́й Са́ввич Гле́бов), ruski general, * 1770, † 1854.
Bil je eden izmed pomembnejših generalov, ki so se borili med Napoleonovo invazijo na Rusijo; posledično je bil njegov portret dodan v Vojaško galerijo Zimskega dvorca.

## Življenje
Leta 1791 je kot navadni vojak vstopil v Litvanski lovski korpus; za zasluge pri delu s deviško zemljo je bil leta 1799 povišan v podporočnika. Udeležil se je bojev proti Poljakom v letih 1792 in 1794. 
Med italijansko-švicarsko kampanjo je bil trikrat ranjen in zajet; izpuščen je bil leta 1801 in se vrnil v svoj polk; slednji je bil medtem preimenovan v 6. lovski polk. Udeležil se je tudi vojne tretje koalicije ter rusko-turške vojne 1806-12. 
5. maja 1810 je bil imenovan za poveljnika 6. lovskega polka in 12. julija istega leta je bil povišan v polkovnika. S polkom se je udeležil patriotske vojne, za kar je bil 21. novembra 1812 povišan v generalmajorja. 
30. aprila 1814 je postal šef 6. lovskega polka in poveljnik 6. pehotne divizije. 8. marca 1816 je postal poveljnik 1. brigade 12. pehotne divizije; 11. septembra istega leta je bil odstranjen s položaja in bil 9. oktobra 1816 odpuščen iz vojaške službe zaradi bolezni. 